# Francis von Bettinger
Pour les articles homonymes, voir von Bettinger.
Francis von Bettinger (17 septembre 1850 - 12 avril 1917) est un cardinal allemand, archevêque de Munich et Freising.

## Biographie
Archevêque de Munich, il est créé cardinal par le pape Pie X lors du consistoire du 25 mai 1914. Le pays compte alors environ 25 millions de catholiques et n'avait plus eu de cardinal depuis la mort du cardinal Kopp.
À l'âge de 66 ans, il succombe brusquement à une crise cardiaque le 12 avril 1917 à Munich. Ses restes reposent dans la cathédrale de cette ville. Son successeur est Michael von Faulhaber.

## Succession apostolique
Francis von Bettinger a ordonné les évêques suivants :
- Cardinal Michael von Faulhaber (1911)
- Évêque Johann Baptist von Neudecker (de) (1911)

## Œuvres
- (de) Ostergruss den bayerischen Soldaten im Felde gewidmet vom Feldprobst der bayerischen Armee im Kriege, Regensburg, 1915